# Canale carotideo
Il canale carotideo è il passaggio nell'osso temporale attraverso il quale l'arteria carotide interna entra nella fossa cranica centrale dal collo.                                                                 

## Anatomia
Il canale inizia sulla superficie inferiore dell'osso temporale all'apertura esterna del canale carotideo (indicato anche come forame carotideo). Il canale sale dapprima superiormente e poi, facendo una curva, scorre anteromedialmente. L'apertura interna del canale si trova vicino al forame lacerum, al di sopra del quale l'arteria carotide interna passa anteriormente al seno cavernoso.
Il canale carotideo consente all'arteria carotide interna di passare nel cranio, così come il plesso carotideo dei nervi che viaggiano sull'arteria.
Anche i simpatici alla testa del ganglio cervicale superiore passano attraverso il canale carotideo. Hanno diverse funzioni motorie: sollevare la palpebra (muscolo tarsale superiore), dilatare la pupilla, innervare le ghiandole sudoripare del viso e del cuoio capelluto e restringere i vasi sanguigni nella testa.